# Boniface Choi Ki-san
Boniface Choi Ki-san (ur. 16 maja 1948 w Kyeonki, zm. 30 maja 2016) – południowokoreański duchowny katolicki, biskup Inczon 2002-2016.

## Życiorys
Święcenia kapłańskie otrzymał 6 grudnia 1975.
29 października 1999 papież Jan Paweł II mianował go biskupem koadiutorem Inczon. 27 grudnia tego samego roku z rąk biskupa Williama McNaughtona przyjął sakrę biskupią. 25 kwietnia 2002 mianowany biskupem diecezjalnym Inczon. Funkcję sprawował aż do swojej śmierci.
Zmarł 30 maja 2016.